# 10699 Calabrese
10699 Calabrese este o planetă minoră (asteroid), cu un diametru de 10,271 km, din Outer Main Belt⁠(d). A fost descoperită pe 6 martie 1981 la Observatorul Siding Spring de Schelte J. Bus. 
Obiectul prezintă o orbită caracterizată de o semiaxă mare de 3,2140508 UAi, o excentricitate de 0,04, o înclinație de 2,50878 ° în raport cu ecliptica.